# One Touch
A One Touch az angol Sugababes lánycsapat debütáló stúdióalbuma, amely 2000. november 27-én jelent meg a London Records gondozásában az Egyesült Királyságban, majd a következő hónapban a legtöbb európai területen is kiadták. A trió az album nagy részét, Cameron McVey producerrel készítette, amelyről négy Top 40-es kislemez jelent meg: az Overload, a New Year, a Run for Cover, és a Soul Sound.
Annak ellenére, hogy kezdetben a 26. helyen végzett az UK Albums Chart-on, és a BPI-től arany minősítést kapott, és még jobban teljesített a német nyelvű Európában, ahol Ausztriában, Németországban, és Svájcban bekerült a top 10-be, az album eladásai nem feleltek meg a London Records lemezcég elvárásainak, így 2001 őszén szerződést bontott az együttessel, ennek eredményeképpen ez az egyetlen albumuk a kiadóval. Ezenkívül ez lett az egyetlen album, amelyen a csapat eredeti felállása szerepel 2022-ig. 2001-ben Siobhán Donaghy elhagyta a csapatot. Először kijelentette, hogy divatkarriert szeretne folytatni, ám végül klinikai depressziót diagnosztizáltak nála a csapaton belüli személyes ellentétek miatt.
2009 márciusában a Ponystep-nek adott interjújában a csapat tagja, Mutya Buena elárulta, hogy az album szerinte a zenekar legjobb műve, és még mindig hallgatja. Donaghy külön egy interjúban azt is kijelentette, hogy az album "megelőzte korát". 2011-ben, az eredeti felállás tagjai, akik kiadták az albumot, Mutya Keisha Siobhan néven újra összeálltak, majd 2019-ben visszaszerezték a Sugababes név törvényes jogait.
2021. május 11-én bejelentették, hogy az album 20 éves jubileumi kiadása (amelyet eredetileg 2020-ra terveztek, de a Covid19-pandémia miatt elhalasztottak) még ez év október 1-jén jelenik meg. Ugyanezen a napon kiadták a Run for Cover MNEK-remixét. Az album újrakiadását követően, új csúcsot, a 18. helyet érte el az Egyesült Királyság albumlistáján.

## Történet
Bár az album csak 2000 vége felé jelent meg, az előkészületek és a lemezfelvételek már 1999-ben elkezdődtek. Az album producere Cameron McVey volt, aki az All Saints első stúdióalbumát is készítette. A lemez igen jó kritikákat kapott, miszerint három tinikorú, akkor még csak 15-16 éves lány, szokatlan mélységgel és érettséggel megír egy albumnyi dalt. A 13 dal közül 9-nek a lányok fő- vagy társszerzői voltak. Az album főproducere Cameron McVey, viszont Jony Rockstar, Paul Simm, Ron Tom, Don-E és Matt Rowe szerepe is fontos volt elkészülésében. Egy dal erejéig Paul Watson és Luke Smith is szerepel rajta.

## Fogadtatás és siker
Az album a 75. helyen debütált az albumlistán 5 720 eladott példánnyal, viszont négy hónap alatt sikerült felküzdenie magát a 26. helyre 22 000 eladott darabbal egy hét alatt. Ez volt a legmagasabb helyezése. Angliában 220 000 darab, világszerte pedig 650.000 példány kelt el belőle. Eladási adatai nem voltak túl jók, így majdnem mindenhol megbukott. Persze vannak kivételek is, akárcsak Németország, ahol 100 000 darabot adtak el a lemezből, vagy pedig Japán, ahol ezüst minősítést ért el 50 000 eladott példánnyal. Az albumról négy kislemez jelent meg: a TOP10-es Overload, a TOP 20-as New Year és a Run for Cover, illetve a TOP40-es Soul Sound, amelynek sikertelensége volt a fő oka annak, hogy a London Records 2001-ben szerződést bontott az együttessel. Az Overload című sláger igazi kedvenccé vált a rajongók körében. Az album 2007 októberéig körülbelül 220 000 példányban kelt el az Egyesült Királyságban. 2021 szeptemberében a diagrameladások száma 226 000 volt az Egyesült Királyságban.
2021. október 8-án a lemez ismét a 18. helyre került az Egyesült Királyság albumlistáján, újrakiadásának 20. évfordulóját követően, ami egy új rekordnak számít.

## Dallista
1. "Overload" (Jony Lipsey, Felix Howard, Cameron McVey, Paul Simm, Keisha Buchanan, Mutya Buena, Siobhán Donaghy, Rockstar) – 4:35
2. "One Foot In" (Paul Watson, Sonia Cupid, Luke Smith,  Donaghy,  Buchanan, Buena) – 3:25
3. "Same Old Story" (John Themis, Matt Rowe,  Donaghy,  Buchanan,  Buena) – 3:03
4. "Just Let It Go" (John Themis, Matt Rowe,  Donaghy,  Buchanan,  Buena) – 5:01
5. "Look at Me" (Cameron McVey, Jony Lipsey, Paul Simm, Felix Howard,  Donaghy,  Buchanan,  Buena, Rockstar) – 3:58
6. "Soul Sound" (Charlotte Edwards, Sam Harley, Ron Tom) – 4:30
7. "One Touch" (Don-E, Ron Tom) – 4:20
8. "Lush Life" (Ron Tom, Carl Macintosh) – 4:28
9. "Real Thing" (John Themis, Matt Rowe,  Donaghy,  Buchanan,  Buena) – 4:04
10. "New Year" (Cameron McVey, Jony Lipsey, Matt Rowe, Felix Howard,  Donaghy,  Buchanan,  Buena, Rockstar) – 3:51
11. "Promises" (Jony Lipsey, Paul Simm, Cameron McVey,  Donaghy,  Buchanan,  Buena) – 3:17
12. "Run for Cover" (Jony Lipsey, Felix Howard, Paul Simm, Cameron McVey,  Donaghy,  Buchanan,  Buena, Rockstar) – 3:47
13. "Don't Wanna Wait" [Japán bónusz kiadás] (Ron Tom, Don-E) – 4:42

### 20 éves jubileumi kiadás
A 2021-es 20 éves jubileumi kiadás két lemezből áll, amelyek közül az első az eredeti album és annak B-oldalainak újraszerkesztett változata. A második lemez új remixeket tartalmaz a kortárs producerektől, valamint korábban kiadatlan alternatív verziókat. Az Always Be the One streameléskor megjelenik az első lemezen 20. számként, de megjelenik a 2 CD-s verzió második lemezén is első számként.  A Little Lady Love (Eredeti Mix) és a Little Lady Love (Körülbelül 2 Remix) felcserélődtek a streamelésen és a CD-n is.

#### Első lemez
1. "Overload" (Jony Lipsey, Felix Howard, Cameron McVey, Paul Simm,  Buchanan,  Buena,  Donaghy, Rockstar) – 4:35
2. "One Foot In" (Paul Watson, Sonia Cupid, Luke Smith,  Donaghy,  Buchanan,  Buena) – 3:25
3. "Same Old Story" (John Themis, Matt Rowe,  Donaghy,  Buchanan,  Buena) – 3:03
4. "Just Let It Go" (John Themis, Matt Rowe,  Donaghy,  Buchanan,  Buena) – 5:01
5. "Look at Me" (Cameron McVey, Jony Lipsey, Paul Simm, Felix Howard,  Donaghy,  Buchanan, Buena, Rockstar) – 3:58
6. "Soul Sound" (Louisa Edwards, Simon Harley, Tom) – 4:30
7. "One Touch" (Ron Tom, Don-E) – 4:20
8. "Lush Life" (Ron Tom, Carl Macintosh) – 4:28
9. "Real Thing" (John Themis, Matt Rowe,  Donaghy,  Buchanan,  Buena) – 4:04
10. "New Year" (Cameron McVey, Jony Lipsey, Paul Simm, Matt Rowe, Felix Howard,  Donaghy,  Buchanan,  Buena, Rockstar) – 3:51
11. "Promises" (John Lipsey, Paul Simm, Cameron McVey, Felix Howard,  Donaghy,  Buchanan,  Buena, Rockstar) – 3:17
12. "Run for Cover" (Jony Lipsey, Paul Simm, Cameron McVey,  Donaghy,  Buchanan,  Buena, Rockstar) – 3:47
13. "Don't Wanna Wait"  (Don-E, Tom) – 4:43
14. "Sugababes on the Run" (Secon, Don-E, Tom, Lucas) – 3:34
15. "Forever" (Themis, Rowe,  Donaghy,  Buchanan,  Buena) – 2:56
16. "Little Lady Love" (Körülbelül 2 Remix) (McVey, Lipsey, Simm, Donaghy, Buchanan, Buena, Rockstar)  – 5:05
17. "Sometimes" (Themis, Rowe, Clarkson, Donaghy, Buchanan, Buena) – 3:27
18. "This Is What You Need"(Demó) (Tom) – 3:52
19. "Girls' Nite Out" (Demó) (McVey, Lipsey, Donaghy, Buchanan, Buena, Rockstar, Simm)  – 3:49
20. "Always Be the One" (Demó) (Tom) – 5:18

#### Második lemez
1. "Run for Cover" (MNEK Remix) (Lipsey, Simm, McVey, Donaghy, Buchanan, Buena, MNEK) – 3:33
2. "Overload" (Majestic Remix) (Buchanan, Buena, Donaghy, Howard, McVey, Majestic, Simm, Lipsey) – 4:59
3. "Same Old Story" (Blood Orange Remix) (Temis, Rowe, Donaghy, Buchanan, Buena, Dev Hynes) – 3:48
4. "Overload" (Metronomy vs Tatyana Remix) (Buchanan, Buena, Donaghy, Howard, McVey Metronomy & Tatyana, Simm, Lipsey) – 4:21
5. "Just Let It Go" (2001-es Verzió) (Themis, Rowe, Donaghy, Buchanan, Buena) – 4:54
6. "Look at Me" (Alternatív Mix) (Lipsey, Howard, Simm, Donaghy, Buchanan, Buena) – 4:51
7. "Real Thing" (Alternatív Verzió) (Themis, Rowe, Donaghy, Buchanan, Buena) – 3:33
8. "Soul Sound" (Alternatív Verzió) (Edwards, Harley, Mc Vey, Simm) – 5:07
9. "One Touch" (C.R.E.A.M. Remix) (Don-e, Tom, Remixed by Charles) – 4:02
10. "New Year" (Nem Karácsonyi Változat) (McVey, Lipsey, Howard, Rowe, Donaghy, Buchanan, Buena) – 3:53
11. "Promises" (Akusztikus Mix) (McVey, Lipsey, Howard, Simm, Donaghy, Buchanan, Buena) – 3:06
12. "Little Lady Love" (Eredeti Mix) (Mc Vey, Lipsey, Simm, Donaghy, Buchanan, Rockstar, Buena) – 3:38
13. "Overload" (Ed Case Remix) (Buchanan, Buena, Donaghy, Howard, Remixed by Ed Case, Simm, Lipsey) – 4:49
14. "Run for Cover" (G4orce All Things Nice Dub) (Lipsey, Simm, Mc Vey, Donaghy, Buchanan, Remix & Additional Production by G4orce, Buena) – 4:29
15. "Real Thing" (Kétlépcsős Rádiós Mix) (Themis, Rowe, Donaghy, Buchanan, Buena, Remixed by Jimmy T & Themis) – 3:09

#### Amazon exkluzív bónuszlemez
1. "The Other Side" (Demó) (Howard, Aslan, Cheema, Mc Vey, Rockstar, Simm) – 4:06
2. "All Around the World" (Demó) (Tom) – 3:47
3. "One Touch" (Alternatív Mix) (Don-e, Tom) – 4:48
4. "One Foot In" (Alternatív Mix) (Watson, Cupid, Smith, Donaghy, Buchanan, Buena) – 3:30
5. "Sugababes on the Run" (Alternatív Mix) (Secon, Don-E, Tom, Lucas, Additional Production & Mix, Mc Vey, Simm) – 3:46
6. "Soul Sound" (Medway City Heights Edit) (Edwards, Harley, Tom) – 4:30

## Kislemezek
| #  | Kislemez      | Megjelenés           |
| -- | ------------- | -------------------- |
| 1. | Overload      | 2000. szeptember 11. |
| 2. | New Year      | 2000. december 18.   |
| 3. | Run for Cover | 2001. április 9.     |
| 4. | Soul Sound    | 2001. július 16.     |

## Ranglista
| Ország             | Dátum              | Helyezés | Példányszám      | Megjegyzések                   |
| ------------------ | ------------------ | -------- | ---------------- | ------------------------------ |
| Egyesült Királyság | 2000. november 27. | 26       | 220,461          | Arany                          |
| Ausztria           | 2000. december     | 6        | 5,000 [forrás?]  |                                |
| Németország        | 2000. december     | 7        | 100 000          | csak 2 kislemez jelent meg itt |
| Lengyelország      | 2000. december     | 8        |                  | csak 2 kislemez jelent meg itt |
| Svájc              | 2000. december     | 8        | 5 000 [forrás?]  | csak 2 kislemez jelent meg itt |
| Ausztrália         | 2001. január 11.   | 63       | 15 000 [forrás?] | csak 2 kislemez jelent meg itt |
| Japán              | 2001. április      | 40       | 50 000 [forrás?] | csak 3 kislemez jelent meg itt |
| Egyesült Államok   | 2001. július       | 6        |                  | kevés megjelenés               |
| Svédország         | 2000. december     | 8        |                  | csak 1 kislemez jelent meg itt |
| Új-Zéland          | 2001. március      | 16       |                  | csak 2 kislemez jelent meg itt |
| Írország           | 2001. január 25.   | 55       |                  |                                |

## Külső hivatkozások
- Sugababes.lap.hu – linkgyűjtemény